# Pěnčín, Jablonec nad Nisou
Pěnčín là một làng thuộc huyện Jablonec nad Nisou, vùng Liberecký, Cộng hòa Séc.